# Superprestigio Solo Moto
El Superprestigio Solo Moto, anomenat oficialment Superprestigio Internacional Solo Moto, va ser una competició internacional de motociclisme de velocitat que es va celebrar anualment entre el 1979 i el 1996 en diversos circuits de l'estat espanyol. Ideada pel director de la revista Solo Moto, Jaume Alguersuari, la prova es basava en un únic esdeveniment que se celebrava a la tardor, un cop acabada la temporada del campionat del món de motociclisme, i comptava amb la participació dels principals pilots de l'època.

## Història
Concebut el 1979, el Superprestigio es va crear amb la intenció d'encoratjar els pilots espanyols, a l'època encara irrellevants a escala internacional –tret de les excepcions d'Ángel Nieto, Ricardo Tormo i Víctor Palomo–, a sortir a córrer a l'estranger i adquirir experiència als Grans Premis. Amb aquesta finalitat, la revista Solo Moto convidava els principals pilots internacionals a l'esdeveniment per tal que els espanyols hi mesuressin les seves forces. Tot i ser una prova no puntuable per a cap campionat, el Superprestigio tenia l'al·licient per als espectadors de poder veure en directe els millors pilots del món, com si es tractés d'un Gran Premi, i alhora comprovar el nivell dels pilots espanyols.
La fórmula va resultar encertada i, al llarg dels anys, el Superprestigio va esdevenir el trampolí a la fama de nombrosos pilots novells (la major part, catalans i valencians) que, poc després, van sortir a competir als Grans Premis i hi acabaren triomfant: entre d'altres, cal esmentar Sito Pons, Joan Garriga, Carles Cardús, Alberto Puig, Carles Checa, Jorge Martínez "Aspar", Emili Alzamora i Àlex Crivillé.
El Superprestigio va néixer com a complement de la cursa final del Critèrium Solo Moto, un campionat promocional adreçat a pilots novells que organitzava la revista des de 1978. La primera edició, el 1979, no va tenir participació estrangera però hi van córrer diversos pilots habituals del Campionat d'Espanya. A la segona, el 1980, la cursa es va disputar en un format especial d'enfrontament d'equips estatals: Espanya contra Itàlia. Espanya va aconseguir la victòria per equips, mentre que el guanyador individual en fou l'italià Maurizio Massimiani; el segon fou Graziano Rossi (el pare de Valentino) i del tercer al desè lloc s'hi classificaren vuit catalans, entre els quals Sito Pons, Min Grau i Carles Cardús. Després de dos anys d'inactivitat, en què tampoc se celebrà el Critèrium, el Superprestigio va tornar el 1983 ja en el format tradicional de cursa individual.
Fins al 1990, el Superprestigio se celebrà sempre al circuit de Calafat, tret del 1985, en què es va fer al del Jarama, en ser aquests els dos únics circuits permanents existents aleshores a l'estat espanyol (es prioritzà el de Calafat per raó de la proximitat amb Barcelona, on Solo Moto tenia la seu). El 1991, coincidint amb la recent inauguració del circuit de Catalunya a Montmeló, la prova s'hi va traslladar i fou, de fet, la primera de motociclisme que s'hi va celebrar. Des d'aleshores, el Superprestigio va anar alternant aquest circuit amb altres d'espanyols, com ara el del Jarama i els també nous d'Albacete i Cartagena. A mesura que el planter de pilots espanyols d'alt nivell creixia de forma exponencial, el Superprestigio va anar perdent el seu sentit original fins que, després de l'edició del 1996, es va deixar de convocar.

## Format
El format de l'esdeveniment era diferent del d'un Gran Premi tradicional, en què el resultat es decideix en una única cursa per cilindrada de vora 45 minuts; al Superprestigio, en canvi, el guanyador es decidia a partir de la suma dels punts obtinguts pels participants en un total de tres curses, anomenades "mànegues", de curta durada (més tard, el format va canviar a dues mànegues).
El Superprestigio es va crear pensant en la cilindrada dels 250cc, en considerar els organitzadors que era la que oferia més possibilitats d'èxit als pilots espanyols (com aviat van demostrar Sito Pons, Joan Garriga i molts altres). Per tant, les curses principals de l'esdeveniment eren les d'aquesta cilindrada, per bé que, a partir de 1986, Solo Moto n'hi va introduir altres de complementàries, inicialment de 80cc i, després, de 125cc. Fins i tot en alguna ocasió s'hi van córrer curses de 500cc. A l'edició de 1994, el Superprestigio pròpiament dit només es va córrer en aquesta darrera cilindrada, tot i que s'hi van celebrar també curses de 125 i de 250cc amb caràcter de prova puntuable per a l'Open Ducados.

## Llista de guanyadors
Fonts:
| Ed.                    | Any  | Circuit | 250cc               | 250cc     |
| Ed.                    | Any  | Circuit | Pilot               | Moto      |
| ---------------------- | ---- | ------- | ------------------- | --------- |
| I                      | 1979 | Calafat | Luis Miguel Reyes   | Yamaha    |
| II                     | 1980 | Calafat | Maurizio Massimiani | Ad Maiora |
| 1981-1982: No disputat |      |         |                     |           |
| III                    | 1983 | Calafat | Carles Cardús       | Kobas     |
| IV                     | 1984 | Calafat | Niall Mackenzie     | Armstrong |
| V                      | 1985 | Jarama  | Martin Wimmer       | Yamaha    |

| Ed.  | Any  | Circuit | 250cc         | 250cc  | 80cc            | 80cc     |
| Ed.  | Any  | Circuit | Pilot         | Moto   | Pilot           | Moto     |
| ---- | ---- | ------- | ------------- | ------ | --------------- | -------- |
| VI   | 1986 | Calafat | Sito Pons     | Honda  | Jorge Martínez  | Derbi    |
| VII  | 1987 | Calafat | Joan Garriga  | Yamaha | -               | -        |
|      |      |         | 250cc         | 250cc  | 125cc           | 125cc    |
| VIII | 1988 | Calafat | Alberto Puig  | Honda  | Jorge Martínez  | Derbi    |
| IX   | 1989 | Calafat | Joan Garriga  | Yamaha | Àlex Crivillé   | JJ Cobas |
| X    | 1990 | Calafat | John Kocinski | Yamaha | Loris Capirossi | Honda    |

| Ed.  | Any  | Circuit     | 250cc           | 250cc       | 125cc               | 125cc       | 500cc         | 500cc       |
| Ed.  | Any  | Circuit     | Pilot           | Moto        | Pilot               | Moto        | Pilot         | Moto        |
| ---- | ---- | ----------- | --------------- | ----------- | ------------------- | ----------- | ------------- | ----------- |
| XI   | 1991 | Catalunya   | Martin Wimmer   | Suzuki      | Jorge Martínez      | Honda       | Mick Doohan   | Honda       |
| XII  | 1992 | Jarama      | Max Biaggi      | Aprilia     | Alessandro Gramigni | Aprilia     | -             | -           |
| XIII | 1993 | Catalunya   | Loris Capirossi | Honda       | Ralf Waldmann       | Aprilia     | -             | -           |
| XIV  | 1994 | Albacete    | Luis d'Antín    | Honda       | Maik Stief          | Aprilia     | Àlex Crivillé | Honda       |
|      | 1995 | No disputat | No disputat     | No disputat | No disputat         | No disputat | No disputat   | No disputat |
| XV   | 1996 | Cartagena   | -               | -           | Jorge Martínez      | Aprilia     | -             | -           |

Notes
1. ↑  La cursa de 250cc de 1994 fou puntuable per a l'Open Ducados.[12]
2. ↑  La cursa de 125cc de 1994 fou puntuable per a l'Open Ducados.[12]